# 高島由紀子
高島 由紀子（たかしま ゆきこ、1976年10月5日 - ）は、日本の女性声優、ナレーター、リポーター。東京都出身。アクロス エンタテインメント所属。

## 経歴
- 2000年：ラジオ福島（アナウンサー）。
- 2004年：ラジオ福島退職後、東京俳優生活協同組合所属。
- 2008年：アクロス エンタテインメント設立参加。

## テレビ
フリー
- にっぽん釣りの旅（ナレーション）

## ラジオ
ラジオ福島
- 土曜午後ワイド（MC）
- 週末夕方ワイド
- 昼ワイド（電話インタビュー）
- 旅番組
- 朗読番組
- リクエスト番組
- 福島市広報番組

フリー
- BAYFM 情報アナウンサー（水曜日担当）

## 舞台
2006年
- 声の劇場 山椒大夫（潮汲女）

2007年
- 白馬2700
- 遊兎会 狂言『柑子』『柿山伏』（主役・シテ）

2008年
- 遊兎会 狂言『柑子』『柿山伏』（主役・シテ）
- Soul Cube Produce『黒い衝動白い狂気』
- 蔭山Produce 安部公房作『棒になった男』
- 朗読劇『Vocal Arts Theater 宮沢賢治 セロ引きのゴーシュ』（語り手）
- 『小泉八雲Theater 雪女』（雪女、語り）

## イベント
- 伊福部昭音楽祭（司会アシスタント）
- 東京マラソンEXPO2008開会式（ステージ司会）